# Arkadi Beli
Arkadi Beli (en ruso: Арка́дий Льво́вич Бе́лый, Moscú, URSS, 21 de mayo de 1973) es un exfutbolista ruso, jugador de fútbol sala.

## Palmarés
- Campeón europeo de fútbol sala 1999
- Plata en el Campeonato Europeo de fútbol sala 1996
- Bronce en el Campeonato Europeo de fútbol sala 2001
- Ganador del Campeonato mundial estudiantil de fútbol sala 1994
- Campeón de Rusia de fútbol sala (8): 1992-1993, 1993-94, 1994-95, 1995-96, 1996-97, 1997-98, 1998-99, 1999—2000
- Copa de Rusia de fútbol sala (7): 1992, 1993, 1995, 1996, 1997, 1998, 1999
- Campeonato de Europa de Clubes  de fútbol sala (3): 1995, 1997, 1999
- Copa Interontinental de fútbol sala 1997
- Copa de la Liga Superior (2): 1993, 1995

### Distinciones individuales
- El mejor delantero del Campeonato de Rusia (2): 1992/93, 1997/98